# Tupolev Tu-143
O Tupolev Tu-143 Reys (Voo ou Tropeça, russo) era um veículo aéreo não tripulado de reconhecimento soviético.

## História
SPU-143T - Tu-143 foi introduzido no ano de 1980 e fortemente se assemelhou ao Tu-141, mas era substancialmente desastroso e impreciso.
Era um sistema de reconhecimento tático de alcance limitado e teve uma capacidade de voo de baixo nível. Era lançado por um caminhão com propugnador de “RATO”, recuperado por pára-quedas, e teu poder de alcance era feita  por um turbo-reator tipo: TR3-117 com 590 kgf (5.8 kN, 267 lbf) em forma de empurrão.

A versão inicial levou máquinas fotográficas de filme, mas as versões posteriores levaram uma televisão ou carga útil de descoberta de radiação, com dados retransmitidos a uma estação de chão em cima de um data link.